# FK Družstevník Plavnica
FK Družstevník Plavnica là một câu lạc bộ bóng đá Slovakia đến từ Plavnica. Hiện tại đội bóng thi đấu ở Majstrovstvá regiónu (cấp độ 4).

## Màu sắc và huy hiệu
Màu sắc của đội bóng là xanh dương và trắng.